# Xylopia orinocensis
Xylopia orinocensis är en kirimojaväxtart som beskrevs av Bagstad och David Mark Johnson. Xylopia orinocensis ingår i släktet Xylopia och familjen kirimojaväxter. Inga underarter finns listade i Catalogue of Life.